# Anton Heinzl

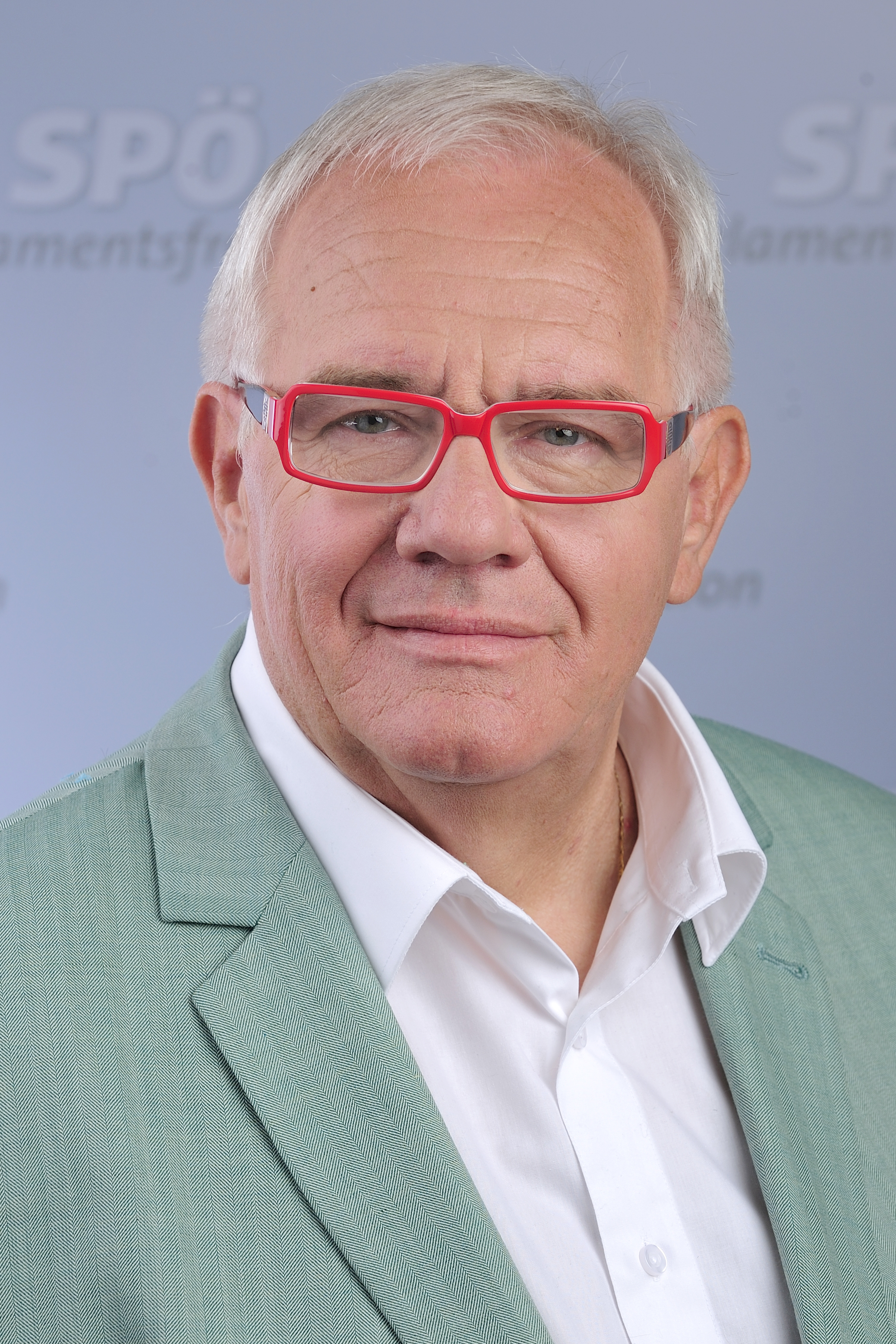
Anton Heinzl 2014

Anton Heinzl (* 3. Juli 1953 in Altmannsdorf bei Sankt Pölten) ist ein österreichischer Politiker (SPÖ). Von 1998 bis 2017 war er Abgeordneter zum Nationalrat.

## Leben
Nach der Pflichtschule erlernte Anton Heinzl den Beruf des Maurers, von 1974 bis 1982 war er Bautechniker beim Magistrat St. Pölten. In seiner Jugend war er bereits Funktionär in der Sozialistischen Jugend. 1982 begann er seine politische Karriere als Gemeinderat in St. Pölten und als Bezirksgeschäftsführer der SPÖ St. Pölten. 1992 wurde er Stadtrat. 1998 wurde er Nachfolger von Heidemaria Onodi als Abgeordneter im Nationalrat. Nachdem er im Jänner 2003 Bezirksvorsitzender wurde, legte er seine Funktion als Bezirksgeschäftsführer zurück und sein Nachfolger wurde Robert Laimer.
Sein politischer Stil gilt als sehr angriffslustig, er hat den Ruf keiner Konfrontation innerhalb und außerhalb der Partei aus dem Weg zu gehen, weshalb er bereits wiederholt verklagt wurde, und er wiederum auch mehrmals andere Politiker verklagte. Er und Hans Jörg Schelling verklagten einander bereits mehrfach. Seit 1995 ist er auch Obmann des ARBÖ St. Pölten. Im Zuge des Wahlkampfes zur Nationalratswahl 2006, wurde ihm auf einem ÖVP-Flugblatt von Alfred Brader vorgeworfen, er sei in den ARBÖ-Skandal verwickelt. Heinzl verklagte daraufhin diesen, und Brader wurde bereits in erster und zweiter Instanz wegen Rufschädigung verurteilt. Weiters verklagte Heinzl den ÖVP-Landesgeschäftsführer Gerhard Karner für die Aussage in einem NÖN-Interview "Typen wie Heinzl haben sich beim ARBÖ bereichert". Karner wurde dafür vom Landesgericht St. Pölten zu Unterlassung, Widerruf und Kostenersatz verurteilt, ging aber in Revision verlor aber auch dort.
Er ist Präsident des Fußballklubs SC Harland, wo 2005 auch der ehemalige Nationalspieler Frenk Schinkels spielte. 
Zuletzt kam sein Name mit dem Tod des nordkoreanischen Diktators Kim Jong-il in die österreichischen und internationalen Medien. Er hat seiner Trauer durch einen Eintrag ins Kondolenzbuch in der nordkoreanischen Botschaft in Wien Ausdruck verliehen und so für Aufsehen gesorgt.

## Privates
Er ist mit Monika Heinzl (* 1951) verheiratet und Vater von zwei Söhnen.

## Auszeichnungen
- 2007: Großes Silbernes Ehrenzeichen für Verdienste um die Republik Österreich[2]
- 2012: Otto-Bauer-Plakette
- 2015: Viktor-Adler-Plakette der SPÖ[3]
- 2017: Großes Goldenes Ehrenzeichen für Verdienste um die Republik Österreich[4]
- 2024: Silbernes Komturkreuz des Ehrenzeichens für Verdienste um das Bundesland Niederösterreich[5][6]